# Rohrsee (Stubaier Alpen)
Der Rohrsee ist ein rund 0,5 ha großer Bergsee in den Stubaier Alpen in Tirol.
Er liegt nördlich des Ortes Obernberg am Brenner auf einer Höhe von 2073 m ü. A. rund 500 m östlich des Lichtsees.